# Giovanni Battista Zauli
Giovanni Battista Zauli (ur. 25 listopada 1743 w Faenzy, zm. 21 lipca 1819 w Rzymie) – włoski kardynał.

## Życiorys
Urodził się 25 listopada 1743 roku w Faenzy, jako syn Rodolfa Zauliego i Anny Montecuccoli. W 1785 roku przyjął święcenia kapłańskie. Wstąpił do Zakonu Maltańskiego i został kanonistą Penitencjarii Apostolskiej. Podczas francuskiej okupacji Rzymu, został uwięziony w Zamku Świętego Anioła, a następnie wygnany. 8 marca 1816 roku został kreowany kardynałem prezbiterem i otrzymał kościół tytularny Sant’Onofrio. Zmarł 21 lipca 1819 roku w Rzymie.